# Eugenes spectabilis
El colibrí de la Talamanca (Eugenes spectabilis) es una especie de ave apodiforme de la familia Trochilidae, una de las dos pertenecientes al género Eugenes. Es nativo del centro oriental de América Central.

## Distribución y hábitat
Se distribuye en Costa Rica en la Cordillera Central y en la Cordillera de Talamanca y en Panamá sólo se encuentra en el oeste de Chiriquí, en el macizo del Volcán Barú.
Esta especie es considerada bastante común en sus hábitats naturales, los bosques de roble montanos y en las aberturas y bordes el dosel de crecimientos secundarios adyacentes; en altitudes entre 2000 m y el límite del bosque en Costa Rica, más común por arriba de los 2500 m y esporádicamente más bajo hasta los 1850 m. En Panamá entre 1600 y 2400 m. Esta especie juega un rol crucial en la polinización de flores en la cordillera de Talamanca. Se alimenta de néctar, cuyo volumen y concentración varían según la especie de planta y las condiciones ambientales. Prefiere néctar con alta concentración de azúcar, que encuentra en flores con características específicas, ayudando así a la reproducción de las plantas que visita.

## Sistemática

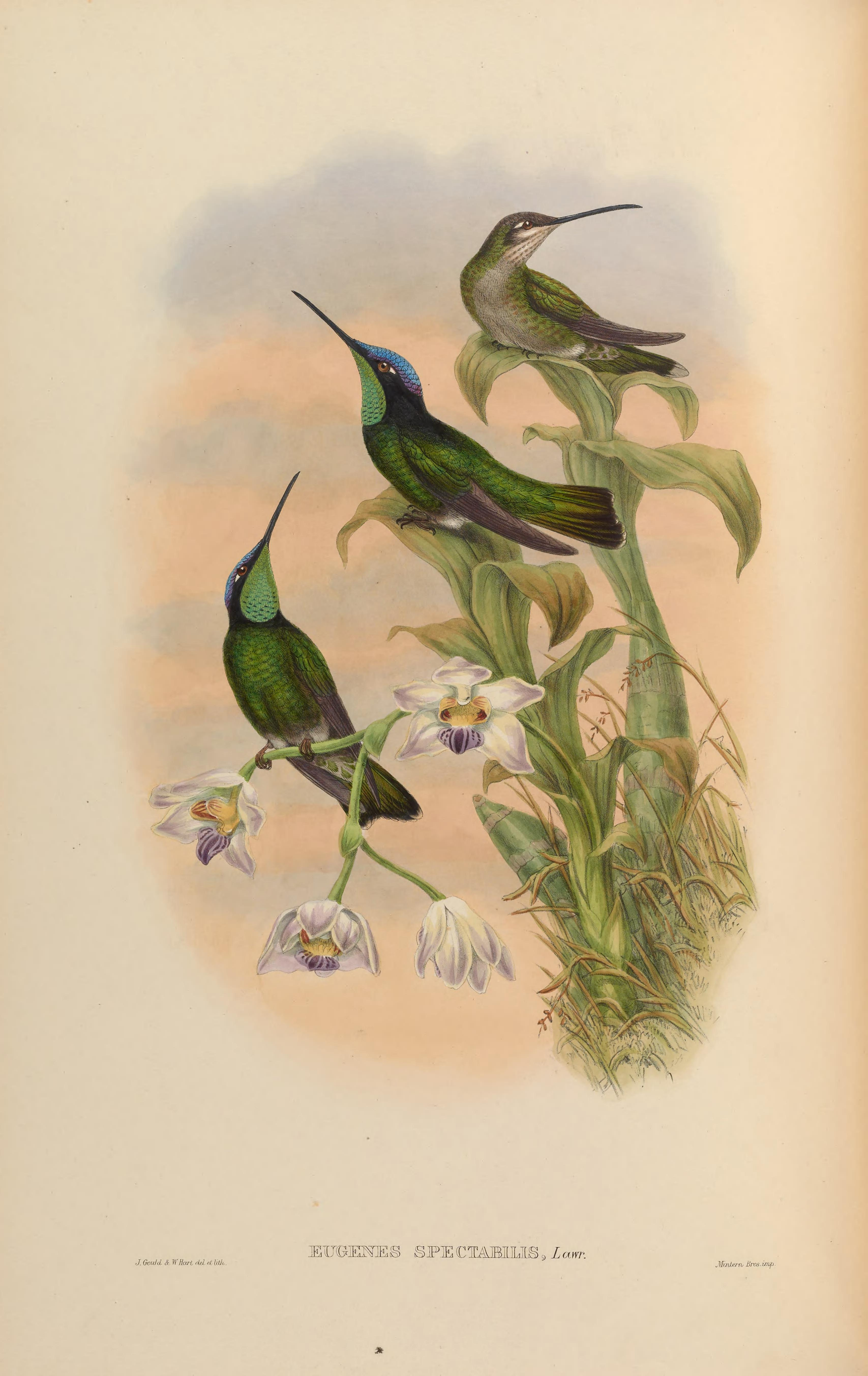
Eugenes spectabilis, ilustración de Gould y Hart en A monograph of the Trochilidae, or family of humming-birds Supplement, 1880.

### Descripción original
La especie E. spectabilis fue descrita por primera vez por el ornitólogo estadounidense George Newbold Lawrence en 1867 bajo el nombre científico Heliomaster spectabilis; su localidad tipo es: «Costa Rica».

### Etimología
El nombre genérico masculino «Eugenes» proviene del griego «eugenēs» que significa ‘noble’, ‘bien nacido’; y el nombre de la especie «spectabilis», en latín significa ‘notable’, ‘llamativo’.

### Taxonomía
La presente especie fue históricamente tratada como una subespecie de Eugenes fulgens: E. fulgens spectabilis, hasta que varios estudios demostraron que presentaba diferencias morfológicas que justificarían su separación. Estudios genético-moleculares posteriores confirmaron la separación. La elevación a especie plena , fue reconocida por el Comité de Clasificación de Norte y Mesoamérica (N&MACC) en la Propuesta 2017-B-2. En la misma propuesta se rechazó la elevación a especie del taxón E. fulgens viridiceps del cual ni siquiera se reconoce el estatus de subespecie.